# Bursidae
Bursidae Thiele, 1925 è una famiglia di molluschi gasteropodi.

## Tassonomia
La famiglia comprende i seguenti generi:
- † Aquitanobursa M. T. Sanders, Merle & Puillandre, 2019
- Aspa H. Adams & A. Adams, 1853
- Bufonaria Schumacher, 1817
- Bursa Röding, 1798
- Bursina Oyama, 1964
- Crossata Jousseaume, 1881
- Marsupina Dall, 1904
- † Olssonia M. T. Sanders, Merle & Puillandre, 2019
- Tutufa Jousseaume, 1881
- Talisman de Folin, 1887 (nomen dubium)